# Silfiac
Silfiac (bretonisch: Silieg) ist eine französische Gemeinde mit 488 Einwohnern (Stand 1. Januar 2022) im Département Morbihan in der Region Bretagne. Sie gehört zum Gemeindeverband Pontivy Communauté.

## Geografie
Silfiac liegt ganz im Norden des Départements Morbihan an der Grenze zum Département Côtes-d’Armor und gehört zum Pays de Pontivy.
Benachbart sind die Gemeinden Bon Repos sur Blavet im Norden, Sainte-Brigitte im Nordosten, Cléguérec im Südosten, Séglien im Süden, Langoëlan im Westen sowie Lescouët-Gouarec im Nordwesten. 
Der Ort liegt nahe bei Straßen für den überregionalen Verkehr. Die wichtigste regionale Straßenverbindung ist die D764 von Guingamp über Pontivy nach Redon, die östlich von Silfiac von Norden nach Süden durchs Gemeindegebiet führt. Der nächstgelegene Anschluss an die N164 ist rund zwölf Kilometer weiter nördlich bei Gouarec. 
Die bedeutendsten Gewässer sind die Bäche Crennard, Le Roz, Pont Samuel und Goah Lann. Diese bilden teilweise die Gemeinde- und Départementgrenze. Zudem gibt es einige kleine Teiche auf dem Gemeindegebiet. Nur ein geringer Teil des Gemeindeareals ist von Waldgebieten bedeckt. Das größte ist der Bois de Squel im Südosten von Silfiac.

## Geschichte
Die Gemeinde gehörte zur bretonischen Region Bro Gwened (frz. Vannetais) und innerhalb dieser Region zum Gebiet Bro Bourlet (frz. Pays Pourlet) und teilt dessen Geschichte. Von 1793 bis 1801 gehörte Silfiac zum Kanton Guémené.

## Bevölkerungsentwicklung
| Jahr      | 1962 | 1968 | 1975 | 1982 | 1990 | 1999 | 2006 | 2019 |
| Einwohner | 781  | 683  | 588  | 526  | 459  | 445  | 449  | 463  |

## Sehenswürdigkeiten

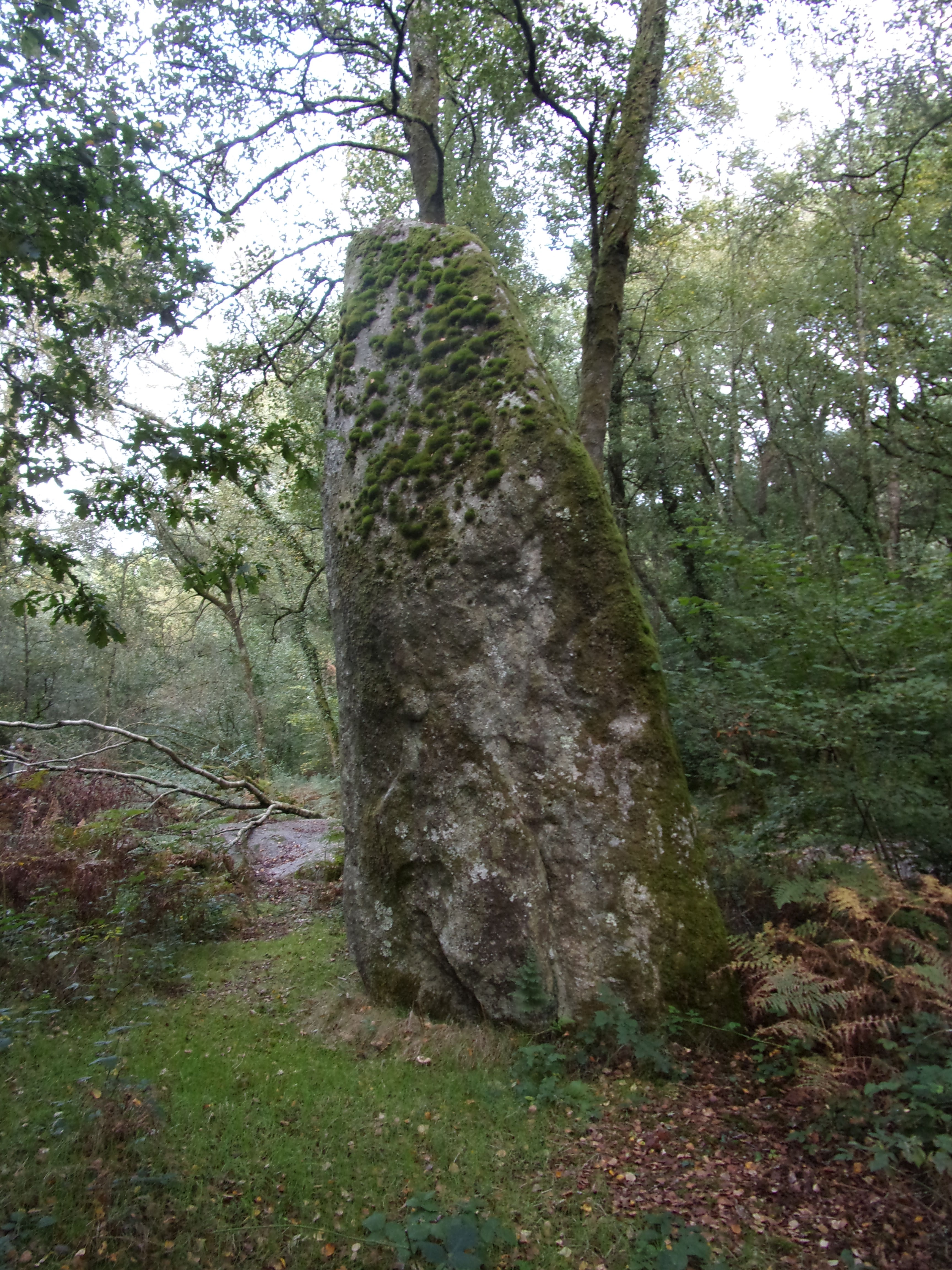
Quenouille du diable

- Kirche Saint-Pierre aus dem 18. Jahrhundert
- Kapelle Saint-Laurent aus dem 15. Jahrhundert (Monument historique)
- Herrenhaus Crenihuel aus dem Jahr 1965 (nach dem Vorbild eines Vorgängerbaus von 1750)
- Herrenhaus von Kerserff im gleichnamigen Weiler aus dem Jahr 1680
- Brunnen Saint-Nodez bei der Kapelle Saint-Laurent aus dem 15. Jahrhundert
- Ziehbrunnen von Pont Samuel und Le Petit Roz
- vier alte Mühlen (zwei Wind- und Wassermühlen) in Pont-Samuel (18. Jahrhundert), Grand-Roz, Balo und Coët-Roc’h
- Menhir Quenouille du Diable bei Kerilis

Quelle: